# Kamionka (województwo dolnośląskie)
Kamionka – wieś w Polsce, w województwie dolnośląskim, w powiecie wałbrzyskim, w gminie Mieroszów.
Do 2023 r. miejscowość była przysiółkiem wsi Rybnica Leśna.
W latach 1975–1998 miejscowość administracyjnie należała do województwa wałbrzyskiego.